# 中山一郎 (翻訳家)
中山 一郎（なかやま いちろう、1911年 - 1993年）は、日本の翻訳家、研究者。熊本県出身。

## 経歴
熊本県立玉名中学校（現・熊本県立玉名高等学校）、第五高等学校を経て、東京帝国大学法学部を卒業。
東大卒業後、南満州鉄道に入社し、調査部などに勤務した。戦後、ソビエト抑留から帰還し、東京大学に勤務、東京大学社会科学研究所図書資料室長などを歴任した。
その傍ら、ロシア語の本の翻訳を行った。
1993年、死去。

## 翻訳書
- 『シベリヤは招く : 東ソの実情と開拓移民』 ゲ・サマリン(G. Samarin), ヴェ・アントノウィチ(V. Antonovich) 著、中山一郎 訳、満洲日日新聞社〈東亜文庫〉、1942.8
- 『巌窟王 地下牢獄の巻』 A.デュマ 原作、中山一郎 訳、光書房、1948
- 『巌窟王 青天白日の巻』 A.デュマ 原作、中山一郎 訳、光書房、1948
- 『岩くつ王 上』 デューマ 原作、中山一郎 著訳、潮文閣〈世界少年名作文庫〉、1949.11
- 『岩くつ王 下』 デューマ 原作、中山一郎 訳、潮文閣〈世界少年名作文庫〉、1949
- 『アンデルセン童話集 面白い話の巻』 アンデルセン 原作、中山一郎 著、東京読書会、1950
- 『アンデルセン童話集 美しい話の巻』 アンデルセン 原作、中山一郎 著、東京読書会、1950
- 『アンデルセン童話集 ためになる話の巻』 アンデルセン 原作、中山一郎 著、東京読書会、1950
- 『巌窟王』 デューマ 著、中山一郎 訳、東京読書会、1951
- 『岩くつ王 上,下』 デューマ 原作、中山一郎 訳、東京読書会、1951
- 『アンデルセン童話集 面白い話の巻』 中山一郎 訳、潮文閣〈世界童話文庫 ; 別巻 4〉、1952
- 『アンデルセン童話集 美しい話の巻』 中山一郎 訳、潮文閣〈世界童話文庫 ; 別巻 5〉、1952
- 『アンデルセン童話集 ためになる話の巻』 中山一郎 訳、潮文閣〈世界童話文庫 ; 別巻 6〉、1952
- 『独立ビルマの農業問題』 ゲー・エヌ・クリムコ(G. N. Klimko) 著、中山一郎 訳、アジア経済研究所〈翻訳シリーズ ; 第20集〉、1966.3
- 『古代世界の七不思議』 A.ネイハルト(Aleksandra Aleksandrovna Neĭkhardt), N.シーショワ(Irina Aleksandrovna Shishova) 共著、中山一郎 訳、大陸書房、1970
- 『ゾルゲ=尾崎事件』 ブトケヴィチ(Sergeĭ Leonidovich Budkevich) 著、中山一郎 訳、青木書店、1970
- 『中米古代文明の謎』 B.グリヤエフ(Valerii Ivanovich Guliaev) 著、中山一郎 訳、大陸書房、1970
- 『革命家・雄弁家・外交官 : ロシア革命に生きたコロンタイ』 ア・エム・イトキナ(Anna Markovna Itkina) 著、中山一郎 訳、大月書店、1971
- 『ツングース隕石の謎』 ポリス・ウロンスキー(B. P. Vronskii) 著、中山一郎 訳、大陸書房、1971
- 『日本文化と地理学』 コンスタンチン・ポポフ(Konstantin Mikhaĭlovich Popov) 著、中山一郎 訳、古今書院、1971
- 『バイキング遠征誌』 A.グーレウィチ(Aron IAkovlevich Gurevich) 著、中山一郎 訳、大陸書房、1971
- 『失われた大陸群』 A.コンドラトフ(Aleksandr Kondratov) 著、中山一郎 訳、大陸書房、1972
- 『失われた文明 : 一万二千年前の世界』 A.ゴルボフスキー(Aleksandr Gorbovskiĭ) 著、中山一郎 訳、講談社〈講談社現代新書〉、1972
- 『抗日の中国』 A.カリャギン(Aleksandr IAkovlevich Kaliagin) 著、中山一郎, 柴田忠蔵 訳、新時代社、1973
- 『大異変=地球の謎をさぐる』 A.レザーノフ(Igorʹ Aleksandrovich Rezanov) 著、中山一郎 訳、講談社〈講談社現代新書〉、1973
- 『リヒアルト・ゾルゲ : 悲劇の諜報員』 マリヤ・コレスニコワ(Mariia Vasil'evna Kolesnikova), ミハイル・コレスニコフ(Mikhail Sergeevich Kolesnikov) 共著、中山一郎 訳、朝日新聞社、1973
- 『失われた都市・島・民族』 A.コンドラトフ 著、中山一郎 訳、講談社〈講談社現代新書〉、1974
- 『科学と道徳』 ウェ・イ・トルスティヒ(Valentin Ivanovich Tolstykh) 編、中山一郎 訳、プログレス出版所、1976
- 『シベリア : その達成・問題点・解決策』 ベ・ペ・オルロフ(Boris Pavlovich Orlov) 著、中山一郎 訳、プログレス出版所、1977
- 『イースター島の謎』 A.M.コンドラトフ 著、中山一郎 訳、講談社〈講談社現代新書〉、1977.7
- 『ソ連邦の社会・政治制度と国家機構』 ウェ・シェフツォフ(Viktor Sergeevich Shevtsov) 著、中山一郎 訳、プログレス出版所、1979
- 『レーニンの社会主義革命論と現代』 ペ・エス・フェドセーエフ(Petr Nikolaevich Fedoseev) [ほか]著、中山一郎 訳、プログレス出版所、1979
- 『レムリア大陸の謎』 A.コンドラトフ 著、中山一郎 訳、講談社〈講談社現代新書〉、1979.12
- 『毛以後の毛沢東主義』 V.クリフツォフ(Vladimir Alekseevich Krivtsov), V.クラスノワ(V. A. Krasnova) 共著、中山一郎 訳、プログレス出版所、1980.10
- 『北京政策の軍国主義』 G.アパリン(G. Apalin), U.ミチャエフ(U. Mitiaev) 共著、中山一郎 訳、プログレス出版所、1981
- 『婦人の解放について : 論文演説集』 レーニン 著、中山一郎 訳、プログレス出版所、1982
- 『失われた大陸 : 大陸棚に眠る文明』 A.コンドラトフ 著、中山一郎 訳、講談社〈講談社現代新書〉、1982.11
- 『ソ連の自然保護 : エコロジーの政策と法』 O.コルバソフ(Oleg Stepanovich Kolbasov) 著、中山一郎 訳、プログレス出版所、1983
- 『アトランチス大陸 : 大西洋に沈んだ謎の大陸』　L.ザイドレル 著、中山一郎 訳、大陸書房、1989